# Chikkahandigol, Gadag
Chikkahandigol là một làng thuộc tehsil Gadag, huyện Gadag, bang Karnataka, Ấn Độ.